# Emmanuel Brugvin
 (mai 2020).
- Si vous ne connaissez pas le sujet, laissez ce bandeau (vous pouvez alors contacter les auteurs).
- Si vous supprimez le contenu mis en cause (vous pouvez préalablement contacter les auteurs),

argumentez précisément cette suppression dans la page de discussion
(un manque de référence n'est pas un argument ; une recherche réelle de référence doit avoir été effectuée, être formellement documentée).
Emmanuel Brugvin, né le 14 décembre 1970, est un céiste français. 

## Biographie
Emmanuel Brugvin débute sa pratique du canoë-kayak slalom en 1986 à 10 ans, dans le sillon de son frère Thierry déjà champion d'Europe Junior à Spittal (Autriche) en 1985 en canoë monoplace Slalom. Emmanuel Brugvin s'intéresse très vite, au canoë monoplace (C1). C'est un athlète de grande taille (1m91).
Il entame sa carrière internationale à la fin des années 80, à une époque où le canoë slalom est archi-dominé depuis une décennie par les américains, notamment Jon Lugbill et David Hearn. L'équipe de France, portée par Jean Sennelier, Jacky Avril et Thierry Humeau, est alors en phase ascendante (avec notamment deux médailles d'argent en course par équipe aux championnats du monde 1987 et 1989) et le jeune Brugvin, tout comme ses collègues, Carlo Faloci, Hervé Delamarre et Patrice Estanguet, s'inscrit dans cette équipe avec un début sur la toute nouvelle coupe du monde en 1989, dont Emmanuel Brugvin termine déjà 3ème pour sa toute première coupe du monde, derrière les deux Américains.
En 1990, sur la manche de coupe du monde de Bourg-Saint-Maurice, il met fin à 11 années de victoires ininterrompues du duo américain Lugbill-Hearn en remportant la première victoire européenne sur ce circuit en canoë monoplace. En 1991, il participe pour la première fois aux championnats du monde, d'où il repart avec une médaille d'argent en course par équipe, avec Hervé Delamarre et Jacky Avril comme coéquipiers.
L'échéance de cette époque est alors constituée par les Jeux olympiques de Barcelone, où le slalom fait son retour après 20 ans d'absence. Ce retour se fait avec bien des précautions, car le Comité international olympique juge que le slalom, avec la finesse de jugement qu'il réclame, pose problème car les réclamations nuisent à la spontanéité des résultats. Brugvin en sera la victime indirecte : pénalisé de 5s pour une touche inexistante sur la porte n°8 en remonté rive droite. La France pose une réclamation auprès de la juge-arbitre Américaine avec trois vidéos à l'appui , chacune sous un angle différent. La juge-arbitre prend les vidéos, mais précise qu'elle donnera son jugement avant précisément de consulter les vidéos car, dans le règlement, la vidéo n'est pas autorisée pour l'aide au jugement. La juge-Arbitre confirmera la touche, mais précisera en off au directeur de l’équipe de France de slalom Jacques Roisin, "ces vidéos auraient été un bon cas d'école pour autoriser la vidéo dans les règlements"... Et après bien des hésitations, le Directeur Technique National, Hervé Madoré décide finalement de ne pas poser de protestation au plus haut niveau pour ne pas mettre en danger la présence même du sport aux Jeux. Rétrogradé de la seconde à la 7ème place, Brugvin laisse donc la place sur le podium olympique à Jacky Avril, 3ème. Mais ce n'est pas tout, le Vainqueur officiel des C1, le Tchèque Lukas Pollert a fait une belle touche à la porte 13 en descente que tout le monde a vu, sauf les juges. Emmanuel Brugvin ne perd donc pas la médaille d'argent, mais bien le titre Olympique ! C'est John Lugbill en personne qui viendra par la suite réconforter le malheureux en Français en le considérant à ses yeux comme le véritable Champion Olympique. Brugvin renonce ainsi à son titre olympique, mais dans le cœur des connaisseurs, il reste le véritable champion olympique de Barcelone de 1992. Cependant cette casquette de gagnant, sans l'être perturbera ces résultats ultérieurs. Il devra attendre sept ans, jusqu'aux championnats du Monde de 1999 sur ce même bassin de Barcelone, pour devenir champion du monde de canoë et obtenir une reconnaissance digne de son véritable niveau. La vidéo sera finalement autorisée dans les règlements, 20 ans plus tard seulement.
Lors de l'olympiade suivante, Brugvin réalise plusieurs podiums en Coupe du Monde, dont la victoire de l'étape de Lofer en 1995 (2e du classement général cette année-là). Il termine notamment 4e des mondiaux 1995, à Nottingham, juste derrière Michal Martikán (16 ans alors). Les Jeux Olympiques de 1996 le font terminer à la 6ème place sur l'épreuve de slalom, derrière ses compatriotes Patrice Estanguet (3e) et Hervé Delamarre (5e).

La fin des années 1990 marquent ses meilleurs résultats. Après 2 victoires en coupe du monde en 1998 (à Liptovsky Mikulas (SVK) pour l'épreuve inaugurale, puis à Wausau (USA) ), il réussit son résultat majeur sur le bassin des jeux de 1992, il devient le premier français champion du monde en canoë slalom depuis 1949 et la victoire de Pierre d'Alençon. Il termine devant Michal Martikan et Tony Estanguet (qui sera champion olympique l'année suivante). Il profite de plus de l'événement pour glaner une seconde médaille mondiale (en bronze) en course par équipe avec les deux frères Estanguet.

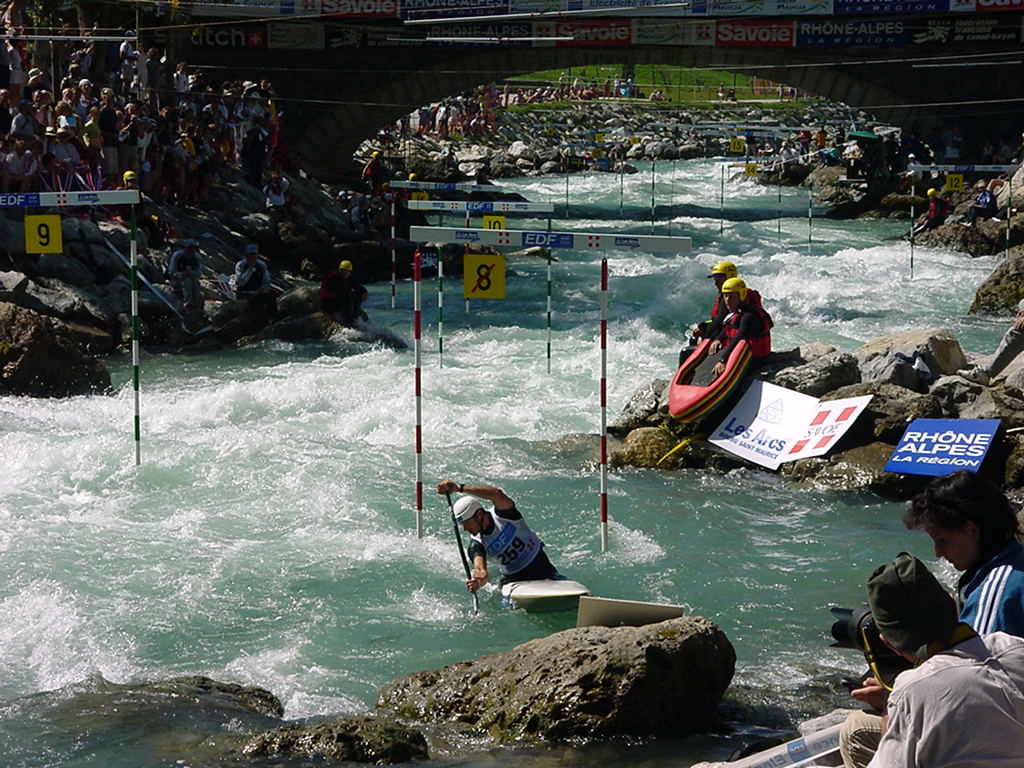
Emmanuel Brugvin lors des championnats du monde de slalom 2002 à Bourg-Saint-Maurice

4ème des Jeux de Sydney en 2000 et après un dernier podium international individuel sur la manche de Coupe du monde de St Pé de Bigorre (second), il ne défend pas son titre sur les mondiaux de 2001 aux Etats-Unis, annulés à la suite des attentats du 11 septembre. C'est donc sur les mondiaux de 2002, à Bourg-Saint-Maurice, puis de 2003 à Augsbourg qu'il donne ses derniers coups de pagaie internationaux, avec respectivement une 9ème, puis une 8ème place en individuel. Lors des mondiaux d'Augsbourg, il récupère une quatrième et dernière médaille mondiale, avec l'argent de la course par équipe (en trio avec les deux frères Estanguet). Il n'est pas qualifié pour les Jeux Olympiques de 2004 (non remis complètement de ses blessures en VTT quelques mois avant), devancé pour les deux places qualificatives par Tony Estanguet (futur champion olympique) et Nicolas Peschier, et arrête sa carrière internationale dans la foulée.
Il travaille depuis pour la Fédération française de canoë-kayak et est licencié au club du canoë-kayak Dolois, à Dole.

## Palmarès
- Jeux olympiques
  - 7e aux jeux olympiques de Barcelone 1992
  - 6e aux jeux olympiques d'Atlanta 1996
  - 4e aux jeux olympiques de Sydney 2000

- Championnats du monde
  -  médaille d'argent aux Championnats du monde de canoë-kayak (slalom C1 par équipes) 1991, à Ljubljana (Slovénie
  -  médaille d'or aux Championnats du monde de canoë-kayak (slalom C1) 1999, à La Seu d'Urgell (Espagne)
  -  médaille de bronze aux Championnats du monde de canoë-kayak (slalom C1 par équipes) 1999, à La Seu d'Urgell (Espagne)
  -  médaille d'argent aux Championnats du monde de canoë-kayak (slalom C1 par équipes) 2003, à Augsbourg (Allemagne)

- Coupe du Monde (classement général)
- 7e en 2001
- 15e en 1999
- 4e en 1998
- 8e en 1996
- 2e en 1995
- 3e en 1993
- dont 4 victoires de      manche de coupe du monde
  - Wausau (USA) 1998
  - Lofer       (AUT) 1994
  - Liptovsky-Mikulas       (SVK) 1993
  - Bourg-Saint-Maurice (FRA) 1991

## Podiums individuels en Coupe du Monde
| Année | Date            | Course              | Position | Discipline |
| ----- | --------------- | ------------------- | -------- | ---------- |
| 1990  | 18 Août 1990    | Bourg Saint Maurice | 1er      | C1         |
| 1993  | 1 Août 1993     | Augsbourg           | 3ème     | C1         |
| 1993  | 21 Août 1993    | Minden              | 2nd      | C1         |
| 1994  | 3 Juillet 1994  | Augsbourg           | 3ème     | C1         |
| 1995  | 16 Juillet 1995 | Lofer               | 1er      | C1         |
| 1995  | 1 Octobre 1995  | Ocoee               | 3ème     | C1         |
| 1996  | 21 Avril 1996   | Ocoee               | 3ème     | C1         |
| 1998  | 14 Juin 1998    | Liptovský Mikuláš   | 1er      | C1         |
| 1998  | 2 Août 1998     | Wausau              | 1er      | C1         |
| 2000  | 2 Juillet 2000  | Saint-Pé-de-Bigorre | 2nd      | C1         |